# Hemeroplanes ornatus
Hemeroplanes ornatus is een vlinder uit de familie van de pijlstaarten (Sphingidae). De wetenschappelijke naam van de soort werd in 1894 gepubliceerd door Lionel Walter Rothschild.

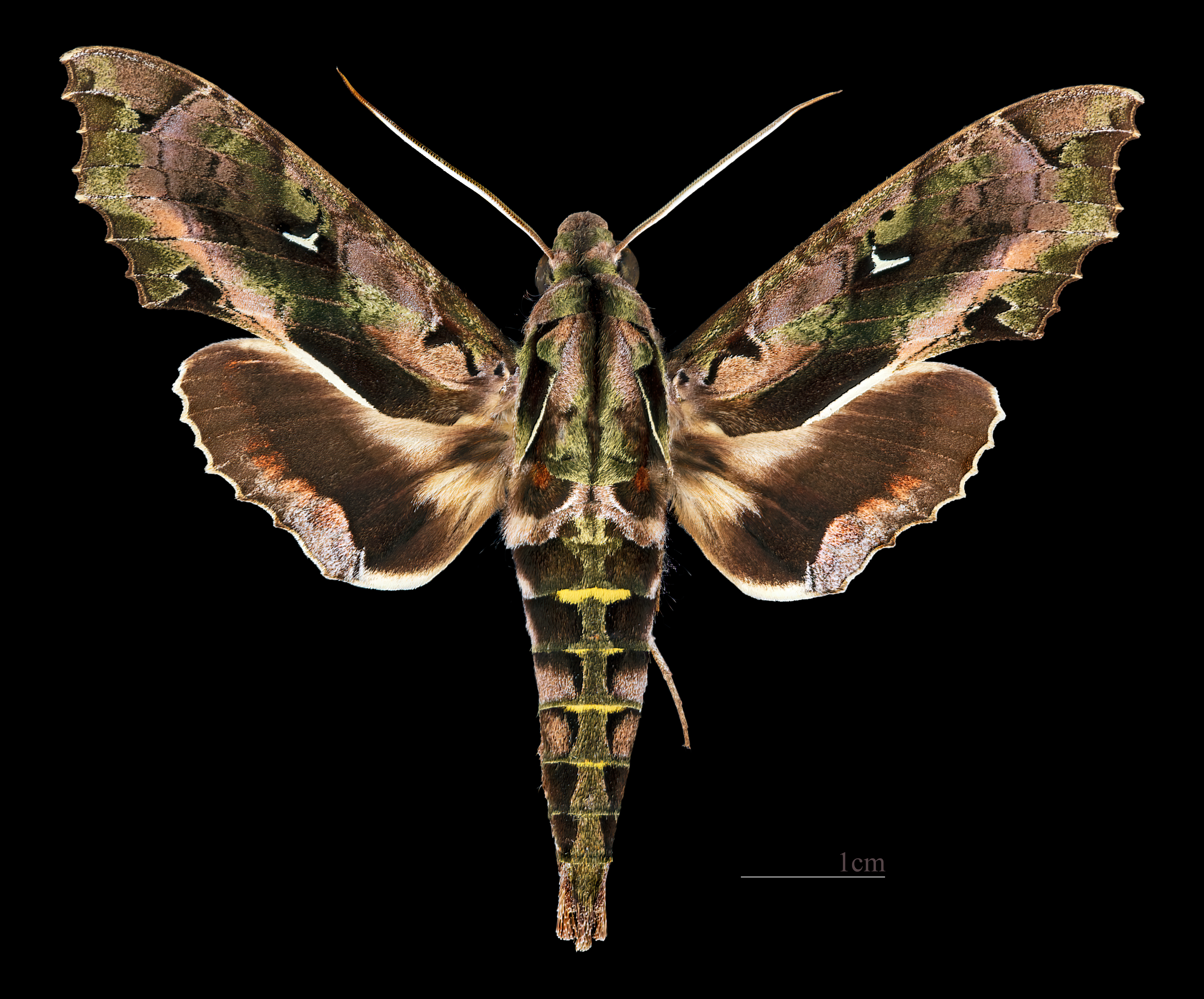
Hemeroplanes ornatus ♂
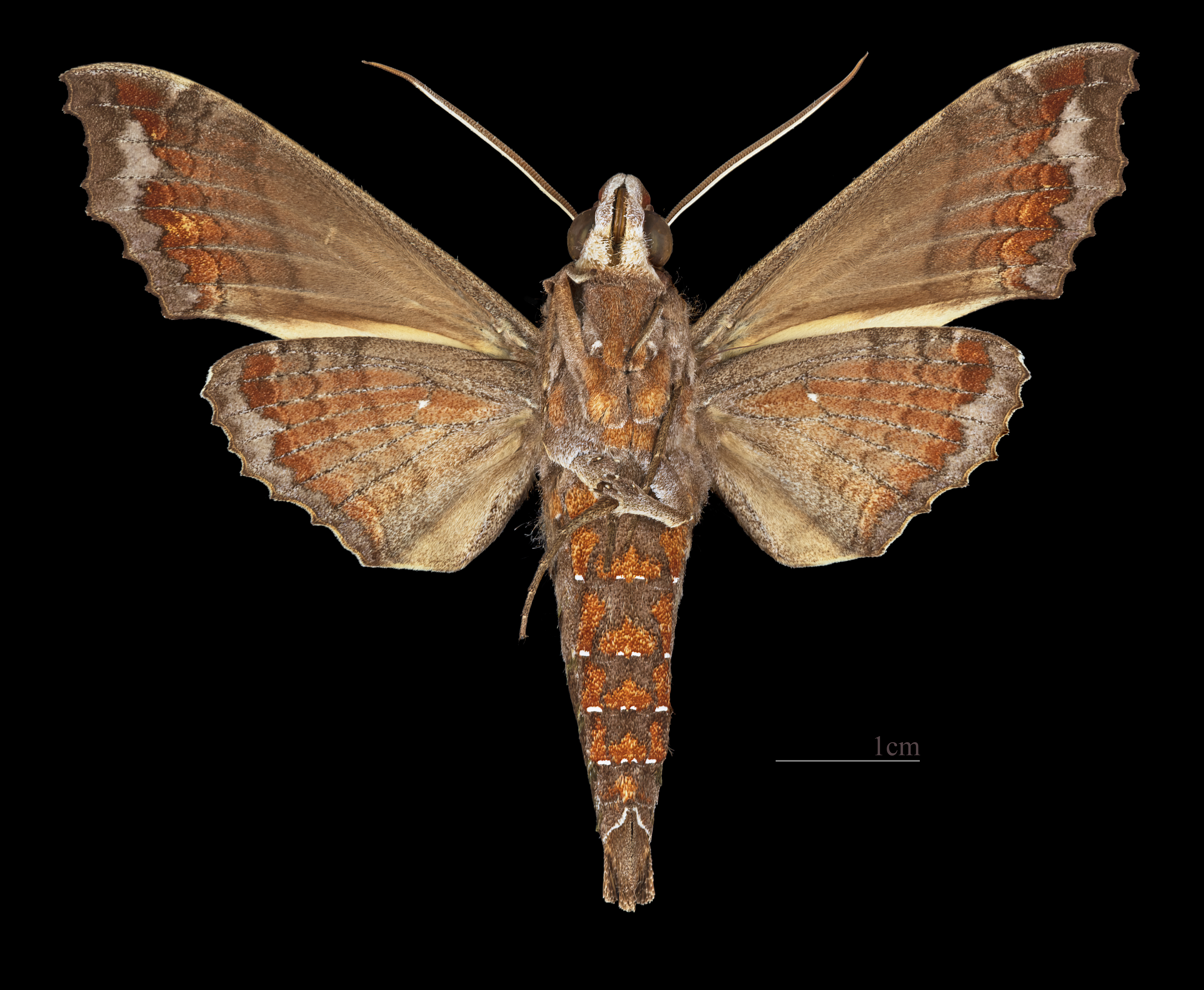
Hemeroplanes ornatus ♂  △
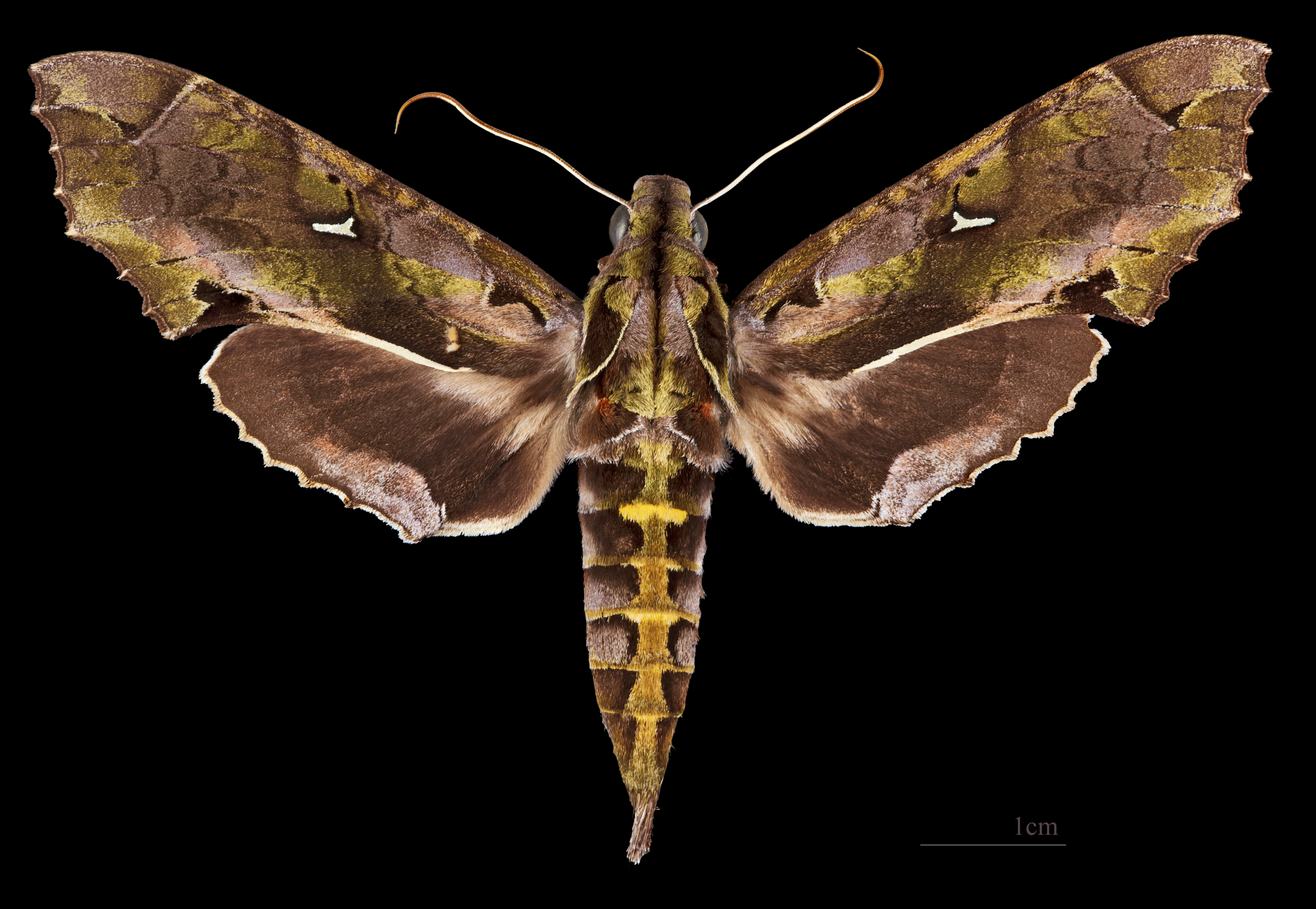
Hemeroplanes ornatus ♀
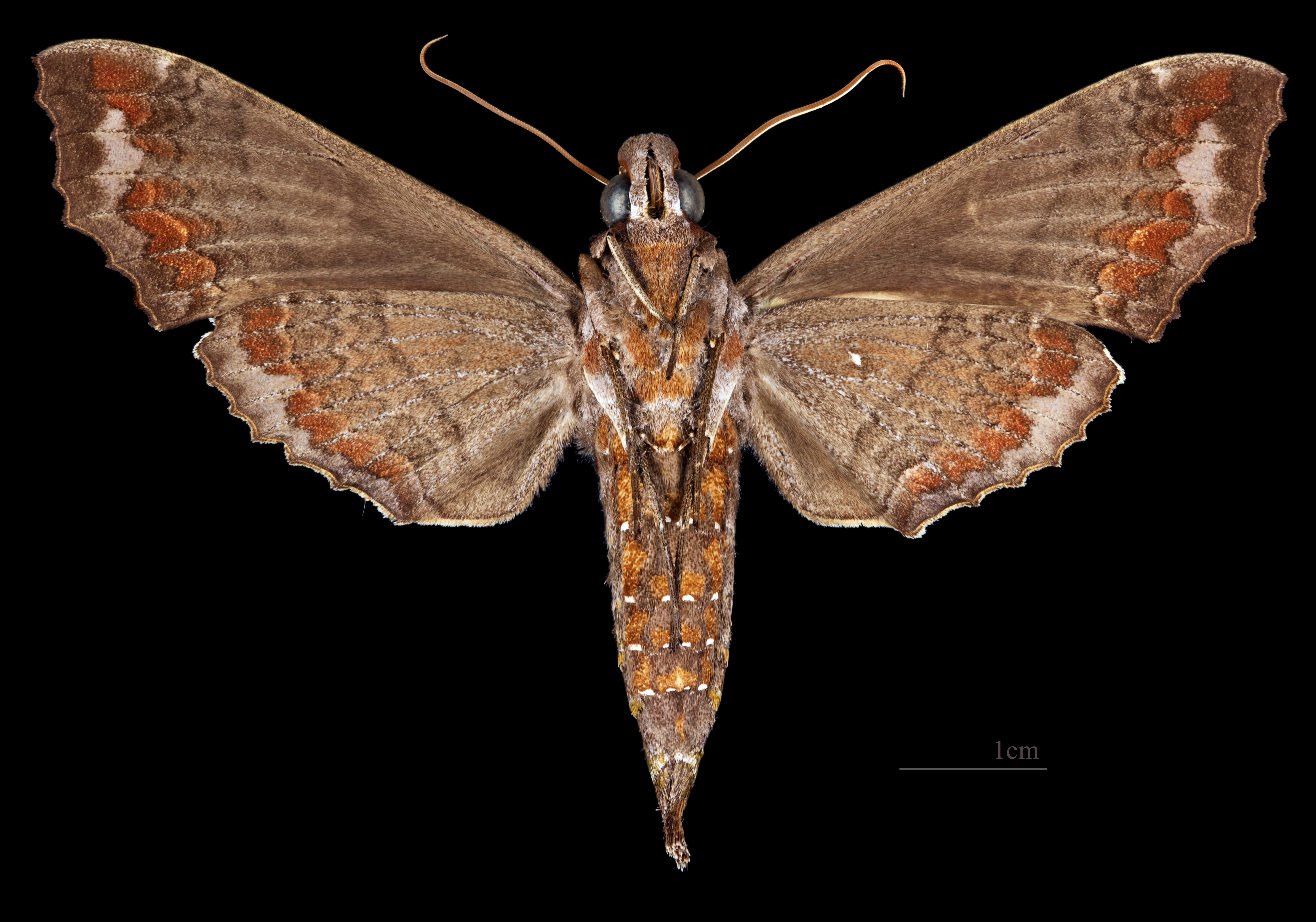
Hemeroplanes ornatus ♀  △